# Prioro
Prioro – gmina w Hiszpanii, w prowincji León, w Kastylii i León, o powierzchni 48,98 km². W 2011 roku gmina liczyła 404 mieszkańców.